# Enrico Diamantini
Enrico Diamantini (ur. 4 kwietnia 1993 w Fano) – włoski siatkarz, grający na pozycji środkowego. 

## Sukcesy klubowe
Puchar Challenge:
- 2018[3]

Klubowe Mistrzostwa Świata:
- 2019
- 2018, 2021

Mistrzostwo Włoch:
- 2019[4], 2021, 2022[5]
- 2023[6]

Liga Mistrzów:
- 2019[7]

Puchar Włoch:
- 2020, 2021

## Sukcesy reprezentacyjne
Mistrzostwa Europy Juniorów:
- 2012

Mistrzostwa Świata Juniorów:
- 2013

Igrzyska Śródziemnomorskie:
- 2018